# كأس السوبر الفلسطيني لقطاع غزة 2014
كأس السوبر الفلسطيني لقطاع غزة 2014 هي النسخة الثالثة من البطولة وتوج بها شباب رفح بطل الدوري الفلسطيني الممتاز لأندية قطاع غزة على غريمه التقليدي خدمات رفح بطل كأس فلسطين لأندية قطاع غزة.

## الفرق
| الفريق    | المحافظة   | الوصول                                         | وصول سابق (الخط الغليظ يشير إلى بطل تلك النسخة) |
| --------- | ---------- | ---------------------------------------------- | ----------------------------------------------- |
| شباب رفح  | محافظة رفح | بطل الدوري الفلسطيني الممتاز لقطاع غزة 2013–14 | 1 (2013)                                        |
| خدمات رفح | محافظة رفح | بطل كأس فلسطين لأندية قطاع غزة 2013–14         | 1 (2000)                                        |

## المباراة
| شباب رفح                            | 1 – 0   | خدمات رفح |
| ----------------------------------- | ------- | --------- |
| مهيب أبو حيش 35' · أنس السيلاوي 95' | (تقرير) |           |